# Emil Conrad (Schauspieler)
Wilhelm Richard Emil Conrad (* 2. Juli 1857 in Borna; † 13. Dezember 1917 in Dresden) war ein deutscher Schauspieler, Opernsänger und Theaterdirektor.

## Leben und Wirken
Er war der Sohn des Lehrers Wilhelm Conrad in Borna und dessen Ehefrau Clara geborene Steglich. Nach dem Schulbesuch nahm er wie sein Vater eine Lehrerausbildung auf. Nach kurzer Tätigkeit als Lehrer wechselte er zur Bühne und trat als Opernsänger u. a. in Posen, Trier und Zwickau auf. 1906 übernahm er die Leitung der Naturbühne des Vereins Volkswohl im Heidepark in Dresden. Daneben leitete er auch das Volkswohl-Theater. Er starb im Alter von 60 Jahren im Stadtkrankenhaus Dresden-Johannstadt.